# 中华人民共和国国家发展和改革委员会
中华人民共和国国家发展和改革委员会，标准简称国家发展改革委，亦简称国家发改委，是中华人民共和国国务院的组成部门，是综合研究拟订经济和社会发展政策，进行总量平衡，指导总体经济体制改革的宏观调控部门。
国家发展改革委职责范围较广，在国家部委中，作为宏观规划和综合性经济管理部门，其位置重要，一定程度上扮演了“经济内阁”的角色，故被称为“小国务院”。

## 沿革
1952年11月15日，中央人民政府委员会决定增设独立于中央人民政府政务院的中央人民政府国家计划委员会（简称“国家计委”）。中央人民政府国家计划委员会成立后，原由政务院财政经济委员会领导的中央人民政府重工业部、中央人民政府第一机械工业部等13个部划归其领导。1954年，在时任国家计委主任高岗因高饶事件倒台并自杀后，中央人民政府国家计划委员会改为国务院组成部门中华人民共和国国家计划委员会。国家计委长期承担着国务院对综合经济管理的职能，是中华人民共和国政府最重要的宏观调控部门之一。但是，随着中华人民共和国由计划经济体制向社会主义市场经济体制转变，国家计委的功能不断发生变化。
1998年3月，第九届全国人民代表大会第一次会议通过《关于国务院机构改革方案的决定》，国家计划委员会更名为中华人民共和国国家发展计划委员会（简称“国家发计委”，但有时仍沿用“国家计委”简称），并把该部门的主要的职责放在管理有关国民经济全局的事务上，着力制定发展战略，进行宏观经济管理；并减少对微观经济活动的干预，创造公平竞争的市场环境，减少了繁多的行政审批手续。
2003年3月，第十届全国人民代表大会第一次会议通过《关于国务院机构改革方案的决定》，将国家发展计划委员会改组为中华人民共和国国家发展和改革委员会。其主要职责是：“拟定并组织实施国民经济和社会发展战略、长期规划、年度计划、产业政策和价格政策，监测和调节国民经济运行，搞好经济总量平衡，优化重大经济结构，安排国家重大建设项目，指导和推进经济体制改革。”同时将国务院体改办的职能以及国家经贸委的行业规划、产业政策、经济运行调节、技术改造投资管理、多种所有制企业的宏观指导、促进中小企业发展以及重要工业品、原材料进出口计划等职能并入国家发展改革委。原国家发展计划委员会的农产品进出口计划的组织实施职责划归商务部。同时加快推进投融资体制改革；强化宏观调控中的总体指导和综合协调，切实减少微观管理事务；切实减少行政审批和对经济活动的直接行政干预，强化研究拟订发展战略、规划和宏观政策的职责。
2008年3月，第十一届全国人民代表大会第一次会议通过《关于国务院机构改革方案的决定》，国务院组建中华人民共和国工业和信息化部，将国家发展改革委工业行业管理有关职责划入该部，并将原由国家发展改革委管理的国家烟草专卖局改由工业和信息化部管理。同时，设立高层次议事协调机构国家能源委员会，并组建国家能源局，由国家发展改革委管理。将国家发展改革委的能源行业管理有关职责及机构，与国家能源领导小组办公室的职责、国防科学技术工业委员会的核电管理职责进行整合，划入该局。国家能源委员会办公室的工作由国家能源局承担。不再保留国家能源领导小组及其办事机构。将原国务院西部地区开发领导小组办公室的职责、原国务院振兴东北地区等老工业基地领导小组办公室的职责划入国家发展改革委。同时，国家发展改革委减少微观管理事务和具体审批事项，集中精力抓好宏观调控。
2013年3月，第十二届全国人民代表大会第一次会议通过《关于国务院机构改革和职能转变方案的决定》，将卫生部的职责、国家人口和计划生育委员会的计划生育管理和服务职责整合，组建国家卫生和计划生育委员会。将国家人口和计划生育委员会的研究拟订人口发展战略、规划及人口政策职责划入国家发展改革委。同年，中央编办印发《中央编办关于国家发展和改革委员会有关职责和机构编制调整的通知》（中央编办发〔2013〕144号），根据机构改革决定对国家发改委机构设置进行若干调整。
2015年，根据《国务院关于取消非行政许可审批事项的决定》（国发〔2015〕27号），国家发展改革委不再保留非行政许可审批类别。
2018年3月17日，第十三届全国人民代表大会第一次会议通过《第十三届全国人民代表大会第一次会议关于国务院机构改革方案的决定》，批准《国务院机构改革方案》。在此次国务院机构改革中，原属国家发改委的组织编制主体功能区规划职责整合到新组建的自然资源部；应对气候变化和减排职责整合到新组建的生态环境部；农业投资项目整合到新组建的农业农村部；重大项目稽察职责划入审计署；价格监督检查与反垄断执法职责整合到新组建的国家市场监督管理总局；药品和医疗服务价格管理职责整合到新组建的国家医疗保障局。改革后，国家发改委发展规划司调整为发展战略和规划司；经济体制综合改革司调整为体制综合改革司；西部开发司调整为区域开放司；东北等老工业基地振兴司调整为地区振兴司；高技术产业司调整为创新和高技术产业发展司；就业和收入分配司调整为就业收入分配和消费司；财政金融司调整为财政金融和信用建设司；基础产业司调整为基础设施发展司；产业协调司调整为产业发展司。国家发改委同时新组建评估督导司，重新组建经济与国防协调发展司。
2020年8月31日，根据国家发展改革委《关于全面推开行业协会商会与行政机关脱钩改革的实施意见》（发改体改〔2019〕1063号）、《关于做好全面推开全国性行业协会商会与行政机关脱钩改革工作的通知》（联组办〔2019〕2号），原由国家发展改革委员会主管的中国价格协会、中国工程咨询协会、中国产业海外发展协会等13家行业协会（商会）与国家发展改革委员会分离，依法直接登记、独立运行，剥离行政职能，不再设置业务主管单位。取消对其的直接财政拨款，通过政府购买服务等方式支持其发展。
2023年3月11日，第十四届全国人民代表大会第一次会议通过《第十四届全国人民代表大会第一次会议关于国务院机构改革方案的决定》，批准《国务院机构改革方案》。方案规定：“将科学技术部的组织拟订科技促进社会发展规划和政策职责分别划入国家发展和改革委员会、生态环境部、国家卫生健康委员会等部门。”
2023年9月，国家发改委宣布增设民营经济发展局。

## 职责
根据《国家发展和改革委员会职能配置、内设机构和人员编制规定》，国家发展改革委承担下列职责：
1. 拟订并组织实施国民经济和社会发展战略、中长期规划和年度计划。牵头组织统一规划体系建设。负责国家级专项规划、区域规划、空间规划与国家发展规划的统筹衔接。起草国民经济和社会发展、经济体制改革和对外开放的有关法律法规草案，制定部门规章。
2. 提出加快建设现代化经济体系、推动高质量发展的总体目标、重大任务以及相关政策。组织开展重大战略规划、重大政策、重大工程等评估督导，提出相关调整建议。
3. 统筹提出国民经济和社会发展主要目标，监测预测预警宏观经济和社会发展态势趋势，提出宏观调控政策建议。综合协调宏观经济政策，牵头研究宏观经济应对措施。调节经济运行，协调解决经济运行中的重大问题。拟订并组织实施有关价格政策，组织制定少数由国家管理的重要商品、服务价格和重要收费标准。参与拟订财政政策、货币政策和土地政策。
4. 指导推进和综合协调经济体制改革有关工作，提出相关改革建议。牵头推进供给侧结构性改革。协调推进产权制度和要素市场化配置改革。推动完善基本经济制度和现代市场体系建设，会同相关部门组织实施市场准入负面清单制度。牵头推进优化营商环境工作。
5. 提出利用外资和境外投资的战略、规划、总量平衡和结构优化政策。牵头推进实施“一带一路”建设。承担统筹协调走出去有关工作。会同有关部门提出外商投资准入负面清单。负责全口径外债的总量控制、结构优化和监测工作。
6. 负责投资综合管理，拟订全社会固定资产投资总规模、结构调控目标和政策，会同相关部门拟订政府投资项目审批权限和政府核准的固定资产投资项目目录。安排中央财政性建设资金，按国务院规定权限审批、核准、审核重大项目。规划重大建设项目和生产力布局。拟订并推动落实鼓励民间投资政策措施。
7. 推进落实区域协调发展战略、新型城镇化战略和重大政策，组织拟订相关区域规划和政策。统筹推进实施国家重大区域发展战略。组织拟订和实施老少边贫及其他特殊困难地区发展规划和政策，组织实施易地扶贫搬迁等。统筹协调区域合作和对口支援工作。组织编制并推动实施新型城镇化规划。
8. 组织拟订综合性产业政策。协调一二三产业发展重大问题并统筹衔接相关发展规划和重大政策。协调推进重大基础设施建设发展，组织拟订并推动实施服务业及现代物流业战略规划和重大政策。综合研判消费变动趋势，拟订实施促进消费的综合性政策措施。
9. 推动实施创新驱动发展战略。会同相关部门拟订推进创新创业的规划和政策，提出创新发展和培育经济发展新动能的政策。会同相关部门规划布局国家重大科技基础设施。组织拟订并推动实施高技术产业和战略性新兴产业发展规划政策，协调产业升级、重大技术装备推广应用等方面的重大问题。
10. 跟踪研判有关风险隐患，提出相关工作建议。负责重要商品总量平衡和宏观调控。会同有关部门拟订国家储备物资品种目录、总体发展规划。
11. 负责社会发展与国民经济发展的政策衔接，协调有关重大问题。组织拟订社会发展战略、总体规划，统筹推进基本公共服务体系建设和收入分配制度改革，提出促进就业、完善社会保障与经济协调发展的政策建议。牵头开展社会信用体系建设。
12. 推进实施可持续发展战略，推动生态文明建设和改革，协调生态环境保护与修复、能源资源节约和综合利用等工作。提出健全生态保护补偿机制的政策措施，综合协调环保产业和清洁生产促进有关工作。提出能源消费控制目标、任务并组织实施。
13. 会同有关部门拟订推进经济建设与国防建设协调发展的战略和规划，协调有关重大问题。组织编制国民经济动员规划，协调和组织实施国民经济动员有关工作。
14. 承担国家国防动员委员会、国务院西部地区开发领导小组、国务院振兴东北地区等老工业基地领导小组、推进“一带一路”建设工作领导小组、京津冀协同发展领导小组、推动长江经济带发展领导小组、粤港澳大湾区建设领导小组、推进海南全面深化改革开放领导小组等有关具体工作。
15. 管理国家粮食和物资储备局、国家能源局。
16. 完成党中央、国务院交办的其他任务。

## 机构设置
根据《国家发展和改革委员会职能配置、内设机构和人员编制规定》，国家发展改革委设置下列机构：

### 内设机构
- 办公厅
- 政策研究室
- 发展战略和规划司
- 国民经济综合司
- 经济运行调节局
- 体制改革综合司
- 固定资产投资司
- 民营经济发展局
- 利用外资和境外投资司（港澳台办公室）
- 区域协调发展司（中央区域协调发展领导小组办公室）
- 地区振兴司
- 区域开放司（推进“一带一路”建设工作领导小组办公室）
- 农村经济司
- 基础设施发展司（推动长江经济带发展领导小组办公室）
- 低空经济发展司
- 产业发展司
- 创新和高技术发展司
- 资源节约和环境保护司
- 社会发展司
- 就业收入分配和消费司
- 经济贸易司
- 财政金融和信用建设司
- 价格司
- 法规司
- 国际合作司
- 人事司
- 经济与国防协调发展司
- 评估督导司
- 机关党委
- 离退休干部局

### 国家发展改革委管理的国家局
- 国家粮食和物资储备局（副部级）
- 国家能源局（副部级）
- 国家数据局（副部级）

### 直属事业单位

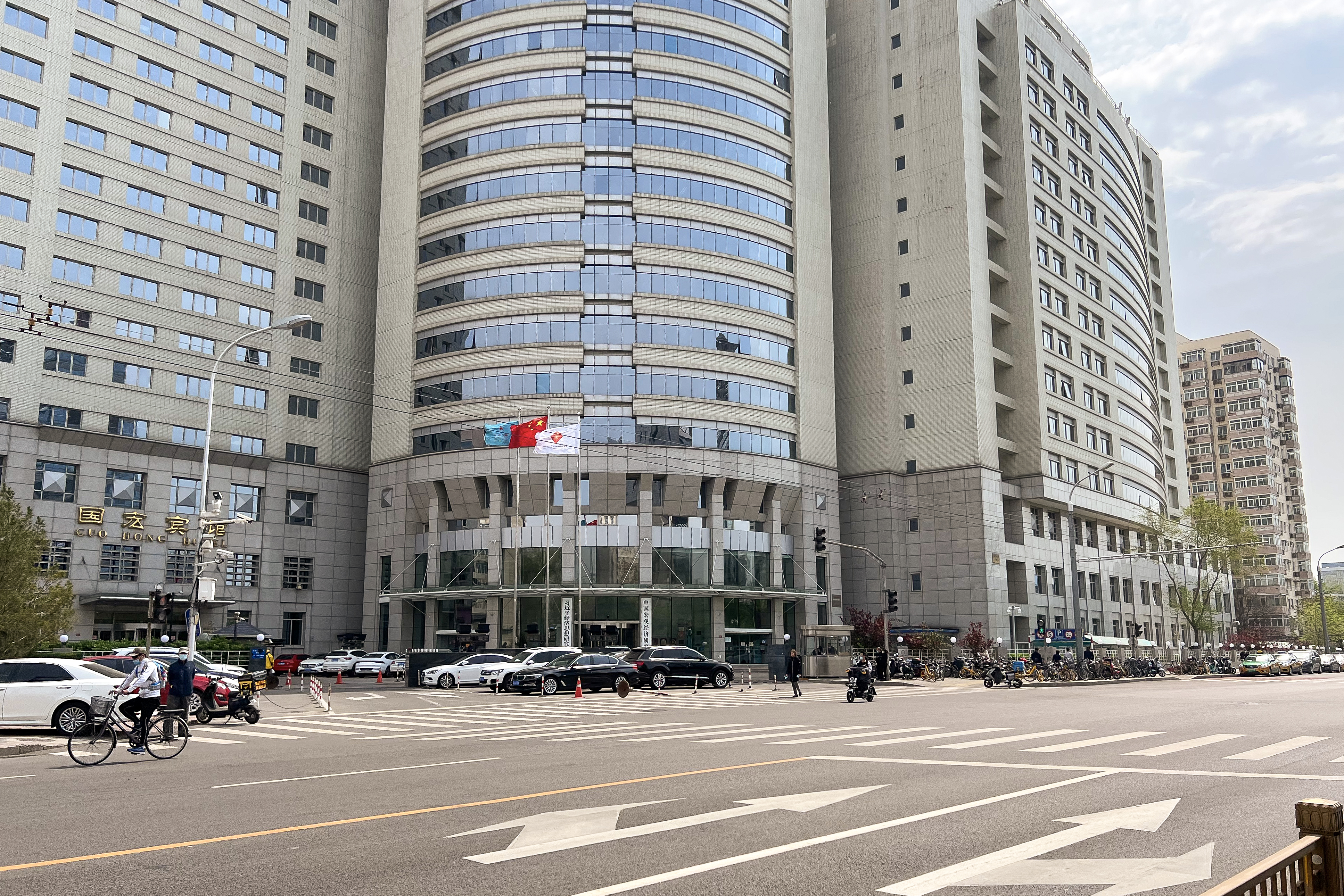
位于木樨地北里甲11号的中国宏观经济研究院，习近平经济思想研究中心亦在此挂牌

国家发展改革委所属事业单位名单如下（其中国家信息中心预算单列，不纳入部门预算编报范围）：
- 国家信息中心（国家电子政务外网管理中心）
- 中国宏观经济研究院
- 机关服务中心
- 基建物业管理中心
- 培训中心（宣传中心）
- 价格认证中心
- 经济与国防协调发展研究中心
- 国家投资项目评审中心
- 价格监测中心
- 国际合作中心
- 城市和小城镇改革发展中心
- 价格成本调查中心
- 一带一路建设促进中心
- 创新驱动发展中心（数字经济研究发展中心）
- 国家节能中心（国家发展和改革委员会节能信息传播中心）
- 国家地理空间信息中心
- 国家公共信用信息中心
- 营商环境发展促进中心
- 习近平经济思想研究中心
- 中国发展改革报社
- 中国产经杂志社
- 《宏观经济管理》编辑部
- 《中国经贸导刊》编辑部
- 国家发展和改革委员会宏观经济杂志社

### 咨询议事机构
- 学术委员会

### 主管社会团体
- 中国经济体制改革研究会
- 中国宏观经济学会
- 中国人力资源开发研究会
- 中国国际经济交流中心

### 直属企业单位
- 中国计划出版社有限公司
- 中国市场出版社有限公司

## 历任领导
| 主任 1. 马凯（2003年3月17日－2008年3月17日） 2. 张平（2008年3月17日－2013年3月16日） 3. 徐绍史（2013年3月16日－2017年2月24日） 4. 何立峰（2017年2月24日－2023年3月12日，2018年3月14日起，全国政协副主席兼；2022年10月23日起，中央政治局委员、全国政协副主席兼） 5. 郑栅洁（2023年3月12日－） | 党组书记 1. 马凯（2003年3月－2008年3月） 2. 张平（2008年3月－2013年3月） 3. 徐绍史（2013年3月－2017年2月） 4. 何立峰（2017年2月－2023年3月） 5. 郑栅洁（2023年3月－） |

| 副主任 - 王春正（2003年3月－2007年6月25日，正部长级） - 刘江（2003年3月－2005年8月6日，正部长级） - 李盛霖（2003年3月－2006年1月5日，正部长级） - 张国宝（2003年3月－2011年1月2日，2008年3月起兼国家能源局局长，正部长级） - 李子彬（2003年3月－2005年8月6日） - 朱之鑫（2003年3月－2015年2月9日，正部长级） - 姜伟新（2003年3月－2007年8月10日） - 欧新黔（2003年3月－2008年3月18日） - 张晓强（2003年11月9日－2014年3月12日） - 张平（2005年8月6日－2006年1月5日） - 王金祥（2005年8月6日－2008年11月1日） - 杜鹰（2005年8月6日－2014年3月12日） - 毕井泉（2006年1月29日－2008年3月18日） - 陈德铭（2006年6月5日－2007年12月29日，正部长级） - 张茅（2006年6月5日－2009年2月6日） - 解振华（2006年12月30日－2015年2月9日，正部长级） - 穆虹（2007年12月24日－2023年3月16日，兼中央全面深化改革委员会办公室主持常务工作的副主任，2014年12月起为正部长级） - 刘铁男（2008年4月5日－2013年5月15日，兼国家能源局局长） - 彭森（2008年11月1日－2012年3月24日） - 徐宪平（2009年5月10日－2015年2月9日） - 孙志刚（2010年12月20日－2013年3月20日） - 连维良（2012年2月12日－2023年3月16日） - 胡祖才（2012年3月24日－2023年1月10日） - 吴新雄（2013年3月19日－2015年1月9日，兼国家能源局局长，正部长级） - 刘鹤（2013年3月20日－2018年4月14日，中央财经领导小组办公室主任兼，正部长级；2017年10月起为中央政治局委员、中央财办主任兼，副国级；2018年3月19日起为中央政治局委员、国务院副总理、中央财办主任兼，副国级） - 林念修（2014年3月12日－2023年5月5日） - 何立峰（2014年6月23日－2017年2月24日，正部长级） - 王晓涛（2014年12月26日－2018年4月4日） - 努尔·白克力（2015年1月9日－2018年10月2日，兼国家能源局局长，正部长级） - 张勇（2015年2月2日－2020年7月2日，正部长级） - 宁吉喆（2015年8月12日－2022年3月11日，兼国家统计局党组书记、局长、中国统计学会会长，正部长级） - 罗文（2019年1月－2020年3月） - 唐登杰（2020年7月2日－2022年3月21日，正部长级） - 丛亮（2020年7月10日－2022年7月8日；2023年4月30日－2024年7月4日） - 赵辰昕（2022年5月7日－2025年5月） - 李春临（2022年12月28日－） - 杨荫凯（2022年12月28日－2023年8月30日） - 刘苏社（2023年12月26日－） - 郑备（2024年5月17日－） - 相里斌（2024年6月20日－）（兼职） - 王昌林（2025年3月25日－）（兼职） - 周海兵（2025年6月9日－） | 党组副书记 - 王春正（2003年3月－2005年8月） - 李盛霖（2005年7月－2005年12月） - 朱之鑫（2005年8月－2015年2月） - 陈德铭（2006年5月－2007年11月） - 何立峰（2014年6月－2017年2月） - 刘鹤（2014年－2018年） - 穆虹（2018年3月－2023年3月） - 唐登杰（2020年7月－2022年2月） 党组成员 - 刘江（2003年3月－2005年8月） - 李盛霖（2003年3月－2005年7月） - 张国宝（2003年3月－2011年1月，副主任兼国家能源局党组书记、局长） - 李子彬（2003年3月－2005年8月） - 朱之鑫（2003年3月－2005年8月） - 姜伟新（2003年3月－2007年8月） - 欧新黔（2003年3月－2008年3月） - 彭森（2003年3月－2012年3月，至2008年10月为纪检组组长） - 张晓强（2003年11月－2009年4月） - 苏波（2005年1月－2011年2月，国家物资储备局党组书记、局长，2008年10月起任纪检组组长） - 张平（2005年8月－2006年1月） - 王金祥（2005年8月－2008年） - 杜鹰（2005年8月－2014年2月） - 毕井泉（2006年1月－2008年3月） - 陈德铭（2006年6月－2007年12月） - 张茅（2006年6月－2009年2月） - 解振华（2006年12月－2015年2月） - 穆虹（2007年12月－2018年3月） - 刘铁男（2008年4月－2013年5月，副主任兼国家能源局党组书记、局长） - 徐宪平（2009年5月－2015年2月） - 王庆云（2009年12月－2012年11月，国家物资储备局党组书记、局长） - 孙志刚（2010年12月－2013年3月） - 刘晓滨（2011年6月－2015年7月，纪检组组长） - 连维良（2012年2月－2023年3月） - 胡祖才（2012年3月－2023年1月） - 吴新雄（2013年3月－2015年1月，副主任兼国家能源局党组书记、局长） - 刘鹤（2013年3月－2014年） - 任正晓（2014年2月－2016年10月，国家粮食局党组书记、局长） - 孙霖（2014年2月－2018年1月，国家物资储备局党组书记、局长） - 林念修（2014年3月－2023年4月） - 王晓涛（2014年12月－2018年4月4日） - 努尔·白克力（2014年12月－2018年9月，副主任兼国家能源局党组书记、局长） - 张勇（2015年1月－2020年7月） - 任建华（2015年7月－2016年9月，纪检组组长） - 宁吉喆（2015年8月－2022年3月，副主任兼国家统计局党组书记、局长） - 穆红玉（2016年11月－2018年11月，纪检组组长） - 张务锋（2017年2月－2022年6月，兼国家粮食局党组书记、局长，2019年3月改兼国家粮食和物资储备局党组书记、局长） - 章建华（2018年11月－2024年12月，兼国家能源局党组书记、局长） - 张巍（2018年11月－2020年3月，纪检监察组组长） - 丛亮（2019年2月－2024年7月，2022年7月至2023年8月兼国家粮食和物资储备局党组书记、局长） - 孙怀新（2020年3月－，纪检监察组组长） - 赵辰昕（2021年2月－2025年5月） - 郭兰峰（2022年3月－2025年5月，2022年4月明确为副部长级） - 李春临（2022年12月－） - 杨荫凯（2022年12月－2023年8月） - 相里斌（2023年7月－） - 刘烈宏（2023年7月－，兼国家数据局党组书记、局长） - 刘焕鑫（2023年8月－，兼国家粮食和物资储备局党组书记、局长） - 刘苏社（2023年12月－） - 郑备（2024年5月－） - 王宏志（2024年12月－，兼国家能源局党组书记、局长） - 黄如（2025年1月－，副部长级） - 王昌林（2025年5月－） - 周海兵（2025年6月－） |

秘书长
1. 韩永文（2006年6月－2009年5月）[95][96]
2. 杨伟民（2010年－2011年6月）[97]
3. 李朴民（2012年5月－2018年7月）[98]
4. 丛亮（2018年7月－2020年7月）
5. 赵辰昕（2020年9月－2023年2月）
6. 伍浩（2023年2月－2025年1月）[99]
7. 袁达（2025年4月－，兼委新闻发言人）[100]

副秘书长
- 甘智和（2003年4月－2005年8月）[101]
- 曹玉书（2003年－？，兼政策研究室主任、新闻发言人）[102]
- 孟祥岳（2003年－2014年4月，兼机关服务中心主任）[103][95]
- 杨伟民（2006年6月－2010年）[95]
- 马力强（2006年6月－2010年4月）[95]
- 赵家荣（2010年7月－2014年4月）[103][104]
- 李朴民（2010年7月－2012年5月）[98]
- 胡祖才（2010年7月－2012年3月）[80]
- 任珑（2012年5月－2014年4月，兼法规司司长）[103][105]
- 李扬（2012年4月－2014年4月，兼经济运行调节局局长）[103][106]
- 王一鸣（2014年4月－2015年6月）[107][108]
- 范恒山（2014年4月－2018年6月）[107]
- 王晓涛（2014年4月－12月）[86][107]
- 马欣（2015年4月－2017年5月，兼国际合作司司长）[109]
- 王宝伟（2015年5月－2016年5月）[109][110]
- 程建林（2016年2月－2017年10月，兼综合司司长）[110][111]
- 许昆林（2016年2月－2017年3月，兼固定资产投资司司长）[112]
- 费志荣（2017年5月－2018年1月）[113]
- 周晓飞（2017年6月－2019年10月）[114]
- 苏伟（2017年10月－2023年3月，兼国际合作司司长）[115]
- 施子海（2017年10月－2018年5月，兼价格司司长）[116]
- 程晓波（2019年4月－2020年4月，兼国家信息中心主任）
- 赵辰昕（2019年4月－2020年9月，兼经济运行调节局局长）
- 高杲（2019年10月－2022年7月）
- 郭兰峰（2020年6月－2022年4月，兼地区经济司司长）
- 伍浩（2020年6月－2023年2月，兼创新和高技术发展司司长）
- 欧鸿（2022年4月－2024年）
- 杨荫凯（2022年4月－2023年1月，兼人事司司长）
- 张世昕（2023年5月－2025年1月，兼人事司司长至2024年）[117]
- 袁达（2023年5月－2025年4月，兼国民经济综合司司长、新闻发言人）
- 肖渭明（2023年5月－，兼地区经济司司长至2023年）
- 陈亚军（2024年5月－，兼发展战略和规划司司长至2025年6月）[118][119][120]
- 吴亚峰（2024年5月－2025年6月，兼办公厅主任）[118][121][94]

## 驻委纪检监察组
中央纪律检查委员会国家监察委员会驻国家发展和改革委员会纪检监察组，简称中央纪委国家监委驻国家发展改革委纪检监察组，是中国共产党中央纪律检查委员会、中华人民共和国国家监察委员会设在国家发展改革委的副部级派驻机构。

### 沿革
2003年，国家发改委成立后，设中央纪委驻国家发展改革委纪检组（监察部驻国家发展改革委监察局）。2013年11月，中共十八届三中全会《中共中央关于全面深化改革若干重大问题的决定》要求：“全面落实中央纪委向中央一级党和国家机关派驻纪检机构，实行统一名称、统一管理。派驻机构对派出机关负责，履行监督职责。”2014年12月，中共中央制定出台《关于加强中央纪委派驻机构建设的意见》。改革后，组建中央纪律检查委员会驻国家发展改革委员会纪检组，作为中央纪委派驻机构，实行单独派驻。2018年，中央纪委驻国家发改委纪检组改为中央纪律检查委员会国家监察委员会驻国家发展改革委员会纪检监察组。

### 历任领导
中央纪委驻国家发改委纪检组组长
1. 彭森（2003年3月－2008年10月）[34]
2. 苏波（2008年10月－2011年2月）[75]
3. 刘晓滨（2011年6月－2015年7月）[125]
4. 任建华（2015年7月－2016年9月）[126]
5. 穆红玉（2016年11月－2018年6月）[127]

中央纪委国家监委驻国家发改委纪检监察组组长
1. 穆红玉（2018年6月－2018年11月）
2. 张巍（2018年11月－2020年3月）
3. 孙怀新（2020年3月－）